# Jiří Curney
Jiří Curney (* 5. října 1989) je český florbalový útočník, reprezentant a trojnásobný mistr Česka. V českých soutěžích hraje od roku 2005. Během svého působení v nejvyšší soutěži překonal mnoho rekordů, včetně počtu bodů i branek v základní části i play-off.

## Klubová kariéra
Curney začínal s florbalem v klubu SK FbC Třinec. Za ten poprvé nastoupil v mužském týmu v průběhu sezóny 2005/2006 po dosažení 16 let. Třinec v tomto ročníku poprvé hrál Extraligu, ale také hned sestoupil. V následující sezóně, ve které byl Curney již druhým nejproduktivnějším hráčem týmu, Třinec opět postoupil zpět. V sezóně 2007/2008 se tým již dokázal v Extralize udržet, i díky Curneymu, který v rozhodujícím zápase play-down vstřelil tři góly včetně vítězného. V dalším ročníku Třinec v základní části nezískal ani jeden bod, v play-down z ligy vypadnul, a Curney po té přestoupil do FBC Ostrava.
Již v první sezóně v Ostravě se Curney stal nejproduktivnějším hráčem týmu a čtvrtým celkově. Přesto s Ostravou neuspěli a poprvé v historii klubu hráli o udržení v soutěži. Ale již v následujícím ročníku 2010/2011 získali vicemistrovský titul, a Curney v rozhodujícím finálovém zápase vstřelil tři góly a na dva asistoval.
V říjnu 2011, se již v probíhající sezóně přestěhoval kvůli zaměstnání do Prahy a na hostování nastoupil do pražského TJ JM Chodov. V útočné dvojici s Matějem Jendrišákem pomohli Chodovu, jako jeho dva nejproduktivnější hráči, po čtrnácti letech získat bronz, i když v semifinálové sérii se Curneymu už nedařilo. Po sezóně mu FBC další hostování neumožnilo a tak se Curney na další ročník vrátil do Ostravy, která v něm skončila ve čtvrtfinále právě proti Chodovu na konečném sedmém místě. Curney byl opět nejproduktivnější hráč týmu.

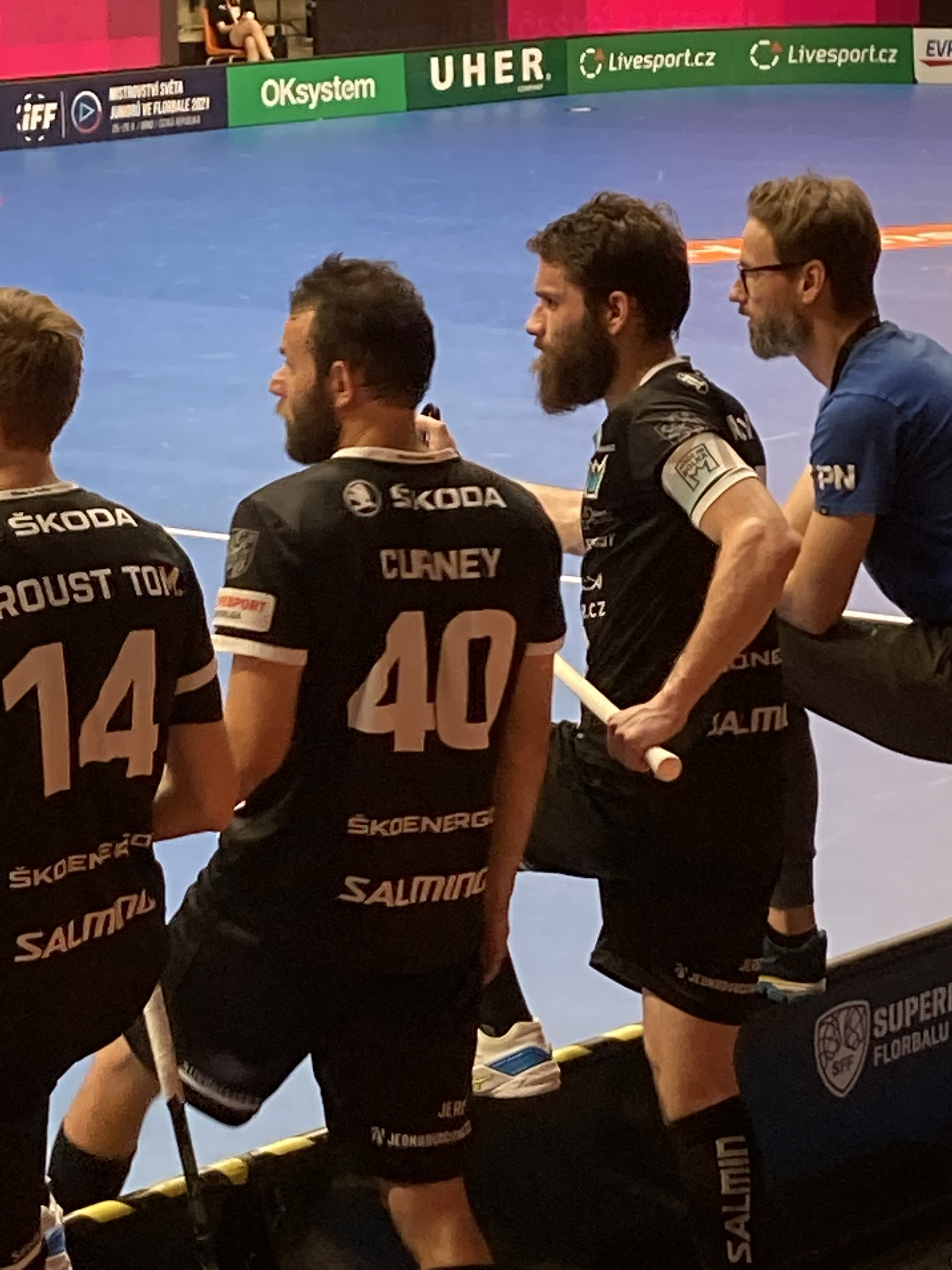
Jiří Curney a Jan Natov v dresu Florbal MB v Superfinále sezóny 2020/2021

Přestože měl v Ostravě na další dvě sezóny uzavřenou smlouvu, přestoupil v létě 2013 do Mladé Boleslavi, která za něj Ostravě vyplatila rekordní statisícovou částku. V první sezóně v Boleslavi jí pomohl jako druhý nejproduktivnější hráč po čtyřech letech získat bronz. V následujícím ročníku 2014/2015 byl již Curney v kanadském bodování na druhém místě celé soutěže a Boleslav se poprvé v historii probojovala do superfinále. Největší oporou týmu byl i ve všech dalších sezónách. V roce 2015 do Boleslavi přišel Jan Natov, se kterým Curney vytvořil silnou útočnou dvojici. V ročníku 2016/2017 Curney překonal rekord Libora Schneidera 267 gólů v základní části Superligy a s Boleslaví získali další vicemistrovský titul. V další sezóně překonal rekord Petra Skácela 511 bodů v základní části a s Boleslaví poprvé dosáhli na mistrovský titul. Curney ovládl bodování play-off, což zopakoval ještě dvakrát. V sezóně 2018/2019 překonal s 85 body v základní části jedné sezóny o 12 bodů dva roky starý rekord Patrika Dóži (tehdy ale hrál ligu nižší počet týmů). V dalším ročníku nahradil po pěti letech Milana Fridricha na pozici historicky nejproduktivnějšího hráče play-off, po šesti letech vystřídal Matěje Jendrišáka na pozici Florbalisty sezóny a popáté byl zvolen nejužitečnějším hráčem Superligy. Druhý mistrovský titul získal v roce 2021, přičemž v superfinále vstřelil vítězný gól. Také překonal další historický rekord Milana Fridricha 95 gólů v play-off. Po třetím titulu v sezóně 2021/2022 přestoupil do klubu AC Sparta Praha.
Na začátku roku 2023 onemocněl Miller-Fisherovým syndromem a první ročník ve Spartě proto nedohrál. Přerušil tak rekordní 14 let trvající řadu 440 nevynechaných zápasů. V další sezóně 2023/2024 se stal potřetí v kariéře nejproduktivnějším a pošesté nejužitečnějším hráčem soutěže, a překročil hranici 600 ligových gólů celkem a 500 gólů a 900 bodů v základní části.

## Reprezentační kariéra
V juniorské kategorii hrál Curney na Mistrovství světa v roce 2007, kde Česko získalo první stříbrnou medaili, ke které Curney přispěl jako nejproduktivnější hráč. Mimo jiné v semifinále vstřelil dvě branky včetně vítězné a na další dvě asistoval. Gól dal i v prohraném finálovém zápase.
Za mužskou reprezentaci hrál poprvé v roce 2012 a zúčastnil se třech mistrovství světa mezi lety 2014 a 2018 a Světových her v roce 2017. Z toho na mistrovství v roce 2014 přispěl gólem v zápase o třetí místo k zisku medaile. Dvěma brankami a asistencí na vítězný gól přispěl i k prvnímu vítězství Česka nad Švédskem v dubnu 2014 na Euro Floorball Tour a tím i k prvnímu zlatu v turnaji.
| Umístění | Soutěž                                       |
| -------- | -------------------------------------------- |
|          | Mistrovství světa ve florbale do 19 let 2007 |
|          | Mistrovství světa ve florbale 2014           |
| 4.       | Mistrovství světa ve florbale 2016           |
| 4.       | Florbal na Světových hrách 2017              |
| 4.       | Mistrovství světa ve florbale 2018           |